# Runstedt (Frankleben)
Runstedt ist eine moderne Wüstung im heutigen Saalekreis in Sachsen-Anhalt. Das Dorf war das erste, das dem Braunkohleabbau im Geiseltal zum Opfer fiel.

## Geographische Lage
Runstedt lag nordöstlich von Braunsbedra an der Leiha, einem Nebenfluss der Geisel. Nachbarorte waren Frankleben im Norden und Großkayna im Süden. Die ehemalige Ortsflur liegt heute im Nordwesten des gleichnamigen Runstedter Sees.

## Geschichte

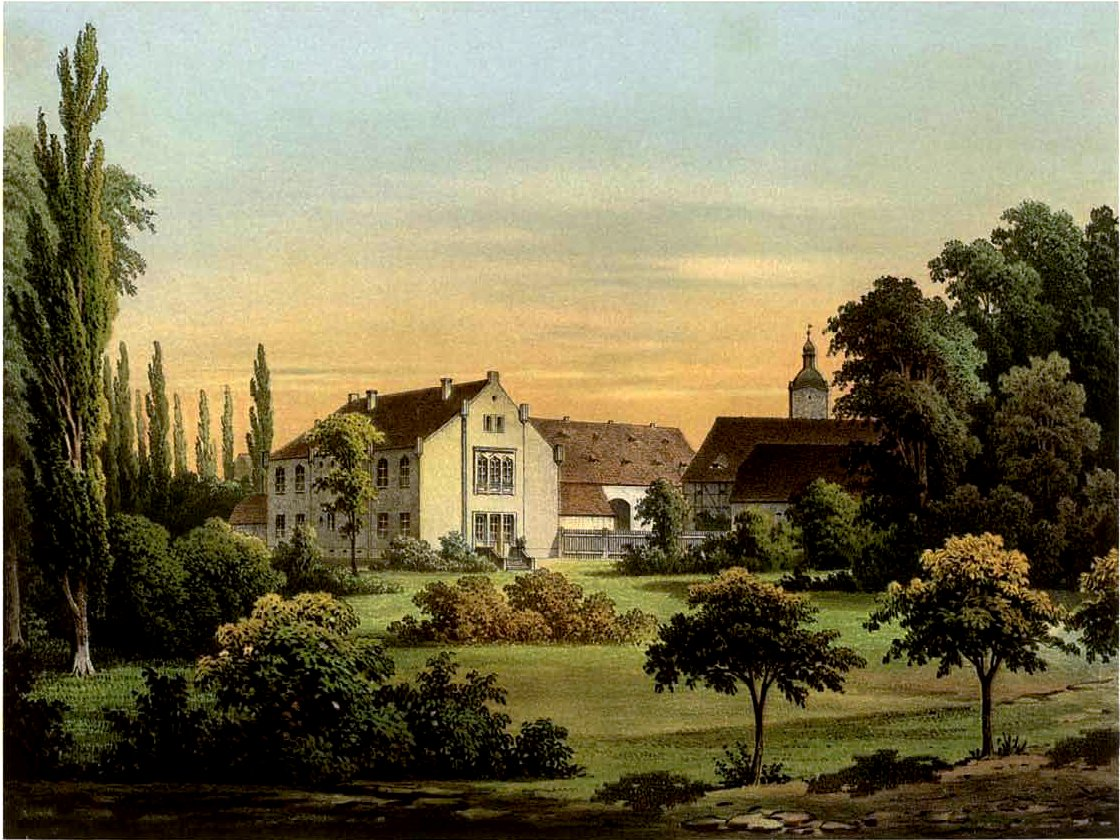
Rittergut Runstedt, Sammlung Duncker

Runstedt wurde um das Jahr 1085 erstmals urkundlich erwähnt. Der Ort gehörte zum hochstift-merseburgischen Amt Merseburg, das seit 1561 unter kursächsischer Hoheit stand. Zeitweise wurde aufgrund der Rittergüter zwischen Ober- und Unter-Runstedt unterschieden. Diese wurden aber spätestens im frühen 17. Jahrhundert vereinigt, womit auch die Unterscheidung endete. Eine Kirche, Filialkirche von Frankleben, entstand 1544. Durch die Beschlüsse des Wiener Kongresses kam der Ort 1815 zu Preußen und wurde dem Kreis Merseburg im Regierungsbezirk Merseburg der Provinz Sachsen zugeteilt.
Als erster Ort der Region fiel Runstedt dem fortschreitenden Braunkohleabbau im Geiseltal bereits Anfang der 1930er Jahre zum Opfer. Die 300 Bewohner wurden 1929 nach Frankleben umgesiedelt. Zum 1. Juli 1930 wurde Runstedt nach Frankleben eingemeindet. 1931 folgte die Abbaggerung (Devastierung) des Orts. Darüber berichtete der österreichische Schriftsteller und Journalist Joseph Roth in seinem Der Merseburger Zauberspruch genannten Reisebericht, der am 14. Dezember 1930 in der Frankfurter Zeitung erschien.